# Antonio Pennarella
Antonio Pennarella, né à Naples le 27 mai 1960 et mort dans la même ville le 24 août 2018, est un acteur italien.

## Biographie
Antonio Pennarella  est un autodidacte, formé depuis le début des années 1980 dans le domaine de la recherche et de l'expérimentation de la Galleria Toledo à Naples. Il a commencé sa carrière d'acteur à la télévision dans les années 1980 et est devenu en 30 ans un des visages les plus connus de l'écran, jouant des rôles pour des séries comme dans Un posto al sole.
Au cinéma, cours de sa carrière, il a travaillé avec des réalisateurs tels que Marco Bellocchio, Francesco Maselli, Mario Martone et Daniele Luchetti.
Antonio Pennarella est mort à Naples le 24 août 2018 à l'âge de 58 ans après une longue maladie.

## Filmographie partielle
- 1994 : Le Rêve du papillon de Marco Bellocchio
- 2010 : Frères d'Italie (Noi credevamo) de Mario Martone
- 2012 : Piazza Fontana (Romanzo di una strage) de Marco Tullio Giordana
- 2013 : Ton absence (Anni felici) de Daniele Luchetti
- 2014 : Perez. d'Edoardo De Angelis
- 2015 : Noi e la Giulia d'Edoardo Leo
- 2016 : Indivisibili d'Edoardo De Angelis